# Sovjetska ženska rukometna reprezentacija
Sovjetska ženska rukometna reprezentacija predstavlja državu Sovjetski Savez u športu rukometu.
Krovna organizacija:

## Sudjelovanja naEP
Nije nikad nastupila na ovom natjecanju, jer se država raspala prije nego što su se prva europska prvenstva počela održavati.

## Reprezentacije poslije raspada
Poslije raspada SSSR-a, jedno vrijeme je djelovala ženska rukometna reprezentacija ZND-a, sastavljena od igračica iz bivšeg SSSR-a bez Litve, Letonije i Estonije, koje su obnovile rad svojih reprezentacija nakon sovjetske okupacije.

Nakon OI 1992., i druge su države krenule sa samostalnim reprezentacijama: Rusija, Ukrajina, Bjelorusija, Gruzija, Moldavija, Armenija, Azerbejdžan i ine.